# L'Anse aux Meadows
Pour les articles homonymes, voir Anse.
L’Anse aux Meadows (en anglais Meadow signifie « prairie »), Straumfjörð (en islandais) ou Straumfjǫrð (en vieux norrois), est un site archéologique localisé à la pointe septentrionale de la Grande Péninsule du Nord, en bordure du golfe du Saint-Laurent, dans l’île canadienne de Terre-Neuve (province de Terre-Neuve-et-Labrador). 
C'est à cet endroit que les vestiges d’un village scandinave furent découverts en 1960 par l’explorateur norvégien Helge Ingstad et sa femme, l'archéologue Anne Stine Ingstad.

## Toponymie
Le site maintenant connu sous le nom de L’Anse aux Meadows est d'abord attesté sous la forme L'Anse à la Médée sur une carte marine française datant de 1862. Le toponyme faisait probablement référence à un vaisseau de haute mer nommé d'après la figure mythologique grecque de Médée, ce qui était un nom typique pour les navires de ce type à l'époque. La crique faisant face au village moderne de L'Anse aux Meadows porte toujours le nom de baie de Médée.
L'étymologie du village de L'Anse aux Meadows n'est pas connue avec certitude. Parcs Canada, qui gère le site, affirme que le nom actuel a été anglicisé à partir de l’Anse à la Médée, forme attestée, par des colons anglophones qui se sont installés dans cette région. Une autre possibilité est de voir dans L'Anse aux Meadows, une anglicisation de la désignation française *L'Anse aux Méduses,,, de manière conjecturelle, car il semble que ce nom ne soit pas attesté. Le passage de Méduses à Meadows « prairie » ayant pu être motivé par la topographie du lieu qui consiste en effet en un paysage ouvert où s'étendent des prairies.

## Histoire

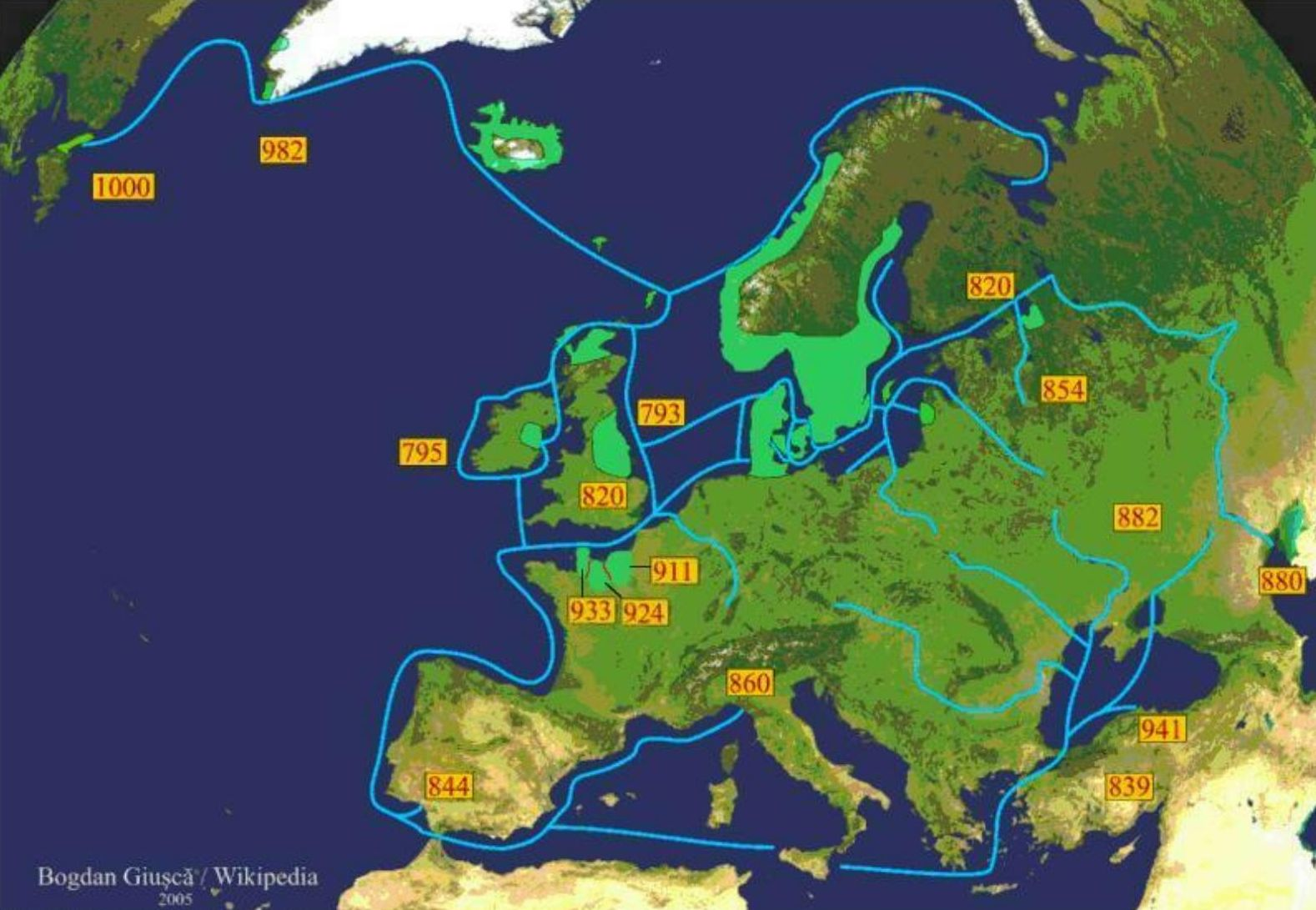
Territoires, voyages et conquêtes des Vikings.

### Préhistoire
Avant la venue des Scandinaves, L'Anse aux Meadows aurait été habitée par cinq ou six groupes amérindiens, vraisemblablement attirés par la richesse des ressources marines et la proximité du Labrador. On retrouve les traces de différentes cultures, parmi lesquelles celle appelée archaïque maritime de 3000 ans av. J.-C. jusqu’au Xe siècle apr. J.-C., puis par des représentants de la culture Dorset, du VIe au IXe siècle apr. J.-C..

### Colonisation scandinave
Il s'agit du premier site identifié comme étant scandinave en Amérique du Nord (le site de Tanfield Valley, sur la terre de Baffin, a été reconnu par la suite, et d'autres sites, tels les îles Avayalik au Labrador, sont à l'étude). Les fouilles pratiquées pendant plusieurs années à L'Anse aux Meadows y révélèrent des maisons, des instruments et des outils qui permirent d’établir la datation du site. L’établissement est habité en 1021,, selon une étude dendrochronologique utilisant le pic de carbone 14 de 993-994 ; il précède donc d'environ 470 ans Christophe Colomb, et abrite les plus anciennes traces de la présence européenne en Amérique du Nord. Désigné comme site du patrimoine mondial par l’UNESCO, il pourrait témoigner de la colonie quasi légendaire du « Vinland » fondée par l’explorateur Leif Ericson aux alentours de l’an mil. Cette interprétation est sujette à débats, le site étant plus probablement à rapprocher du Straumfjord de Thorfinn Karlsefni, où serait né son fils, Snorri, premier Européen né au Nouveau Monde.  
Le climat à l’époque était sans doute assez similaire à ce qu'il est aujourd’hui, voire légèrement plus doux. Comme la saga nous le raconte, Leif quitta le Groenland à la recherche du pays dont Bjarni Herjólfsson lui avait parlé. Il trouva un pays avec de la vigne et du froment sauvage, des rivières où abondent les saumons et aux hivers sans gel. Il revint pour s'approvisionner en bois et le rapporter au Groenland, où celui-ci était rare.
L’établissement de L’Anse aux Meadows se composait d’au moins huit bâtiments, y compris une forge, un haut-fourneau et une scierie qui alimentait un chantier naval. On trouva sur le site une quantité considérable de scories provenant de la fonte et du forgeage du fer ainsi que de nombreux clous et rivets en fer utilisés dans la construction des bateaux. La cinquantaine d'objets de fer forgé (clous, rivets, boucles) qui ont été retrouvés, aussi bien dans les maisons que dans les ateliers, sont identiques à ceux des habitats des Vikings sur la côte de la Norvège. Pour la première fois, du fer fut fondu dans le Nouveau Monde (hors Groenland).
La Saga d'Erik le Rouge décrit l’effort de colonisation mené par Thorfinn Karlsefni, et quelque 135 hommes et 15 femmes, qui utilisèrent le camp de Leif comme base, laquelle servira vraisemblablement de tête de pont pour une colonisation de Vinland tentée plus au sud vers un site plus clément surnommé Hóp. 
Selon Parcs Canada, il est surprenant qu'il n'y ait pas eu d'Amérindiens au site de L'Anse aux Meadows à l'arrivée des Vikings. Ces derniers rencontrent toutefois un peuple, qu'ils nomment les Skrælings ailleurs dans le Vinland ainsi qu'au nord de l'établissement. Ils fuient ensuite les Skraelings et se replient plus au nord, sur un site qu'ils nomment Straumfjord.
Dans les restes des maisons, on a trouvé notamment une pierre à aiguiser, une lampe à huile en pierre, un peson, une gaine en écorce de bouleau pour pierre de lest, des épingles en bronze, un fuseau et des outils pour les travaux d'aiguille, indices de la présence de femmes, ainsi que des objets brisés en bois. Il y avait aussi un fragment de bronze portant de petites décorations et qui avait été doré autrefois.
L’endroit ne semble avoir été occupé que peu de temps (deux ou trois ans) bien que de nouvelles études indiquent que ces brèves occupations se seraient possiblement étalées sur plus de 200 ans, pas nécessairement exclusivement le fait d'explorateurs scandinaves, mais peut-être aussi de Béothuks, un ancien peuple de Terre-Neuve, selon un article du Proceedings of the National Academy of Sciences cité par le journal La Presse.

### Redécouverte et fouilles archéologiques
Des pêcheurs français itinérants et possiblement des baleiniers basques fréquentent aussi le site du XVIe siècle au XIXe siècle. Le village actuel de L'Anse aux Meadows est fondé vers 1835 par William Decker.
En 1914, W. A. Munn émet l'hypothèse selon laquelle les Scandinaves ont accosté à l'anse aux Meadows. En 1960, l'écrivain norvégien Helge Ingstad fait des recherches sur la côte atlantique, à partir de la Nouvelle-Angleterre vers le nord. Un habitant de L’Anse aux Meadows, George Decker, le conduit à un groupe de bosses et de crêtes recouvertes d’herbe, rappelant des ruines de maisons. De 1961 à 1968, Helge Ingstad et son épouse Anne Stine Ingstad y dirigent les fouilles d’une équipe d’archéologues américains, islandais, norvégiens et suédois. Parcs Canada effectue d'autres fouilles archéologiques entre 1973 et 1976. L'Anse aux Meadows devient un lieu historique national du Canada en 1977. Il est inscrit au patrimoine mondial de l'UNESCO le 8 septembre 1978 lors de la 2e session du Comité du patrimoine mondial (CONF 010 VIII.38) sur la base du critère (vi) comme « la première présence européenne dans le nouveau monde » et un « jalon dans l’histoire des découvertes et des migrations humaines » .
Un nouveau centre d'accueil ouvre ses portes en 1984. Le 2 août 1991, le Gaia, une réplique d'un navire scandinave, fait escale à l'anse aux Meadows lors de son voyage entre la Norvège et Washington.
Des recherches effectuées en archéo-entomologie faites à L'Anse aux Meadows et publiées dans la revue Proceedings of the National Academy of Sciences (PNAS) en 2019 suggèrent non pas une occupation viking estimée préalablement à moins d'un demi-siècle mais que des occupations de courte durée (ou transit) se seraient possiblement effectuées jusqu'au XIIe siècle. En effet, le traitement par statistiques bayésiennes des données tirées des analyses isotopiques obtenues par carbone 14 suggèrent une probabilité d'occupation norroise de ce site pouvant s'étirer statistiquement jusqu'à 195 ans avec un début d'occupation se situant entre 910-1030 [limite 2σ début d'occupation norroise] et une fin d'occupation estimée entre 1030-1145 [limite 2σ fin d'occupation norroise],. 
Une étude sur trois morceaux de bois, qui ont été coupés par des outils métalliques (outils forcément apportés par des Scandinaves car les Amérindiens n'utilisaient pas d'outils en métal) et qui ont été collectés par des archéologues à L'Anse aux Meadows dans les années 1970, a déterminé que le site était occupé en 1021. Cette estimation repose sur l'identification, parmi les cernes annuels de croissance des arbres, du cerne de l'an 993 grâce à un pic de carbone 14 atmosphérique résultant d'un afflux important de rayons cosmiques connu sous le nom générique d'événement de Miyake.

## Géographie
L'Anse aux Meadows a un climat maritime froid, influencé par le courant du Labrador. Il n'est pas rare de voir des icebergs, en particulier aux mois de juin et juillet. Les environs comptent surtout des terres infertiles, des tourbières côtières et des tuckamores, le mot terre-neuvien pour « forêt rabougrie ». Le site compte plus de 250 espèces de plantes, dont 60 espèces d'arbres et d'arbustes, plus de 90 espèces d'herbes, 60 espèces de carex et de graminées, plus de 50 espèces de mousses, de fougères et d'hépatiques ainsi que 23 espèces de lichens.
Plus au sud de L'Anse aux Meadows, toujours en longeant la côte terre-neuvienne jusqu'à sa pointe sud-ouest, une archéologue du nom de Sarah Parcak aurait découvert en 2016 à Pointe Rosée un second site viking nord-américain à motif rectangulaire grâce à des images satellitaires dans l'infrarouge suivies de photographies aériennes à haute résolution. L'authentification archéologiques de ces ruines est toujours en cours vu la rareté d'artéfacts décelés sur le site.

## Tourisme et administration
Le lieu historique est administré par Parcs Canada, une agence du ministère de l'Environnement du Canada. Pour l'année financière 2011-2012, l'agence dispose d'un budget de 696 millions de dollars pour gérer 42 parcs nationaux, 956 lieux historiques nationaux — dont 167 gérés directement par l'agence — et quatre aires marines nationales de conservation.

### Infrastructures
Le site est accessible par la route 436 via la route 430, ou piste Viking (Viking Trail), près de Saint-Anthony. La route relie le nord de la péninsule du Gros-Morne à Deer Lake.

## Galerie d’images

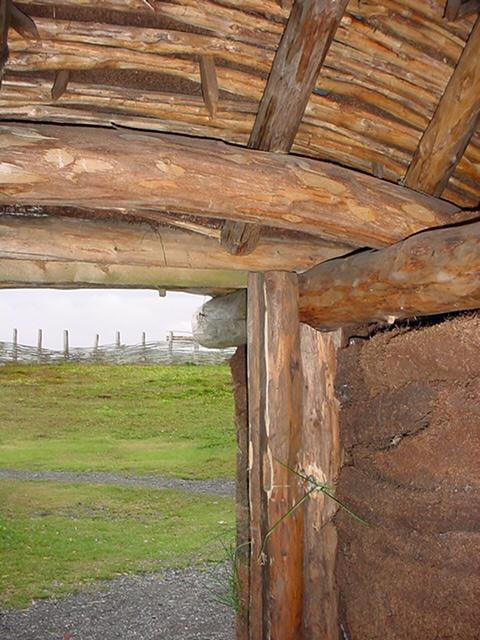
Prise de l’intérieur d’une hutte Viking.
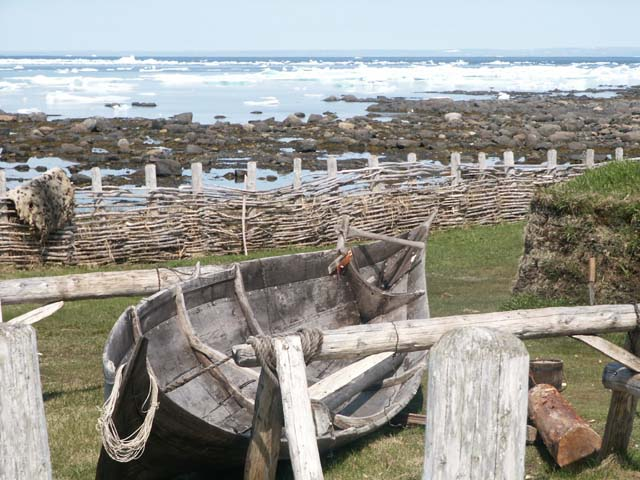
Premier jour officiel de l’été à L’Anse aux Meadows, Terre-Neuve.
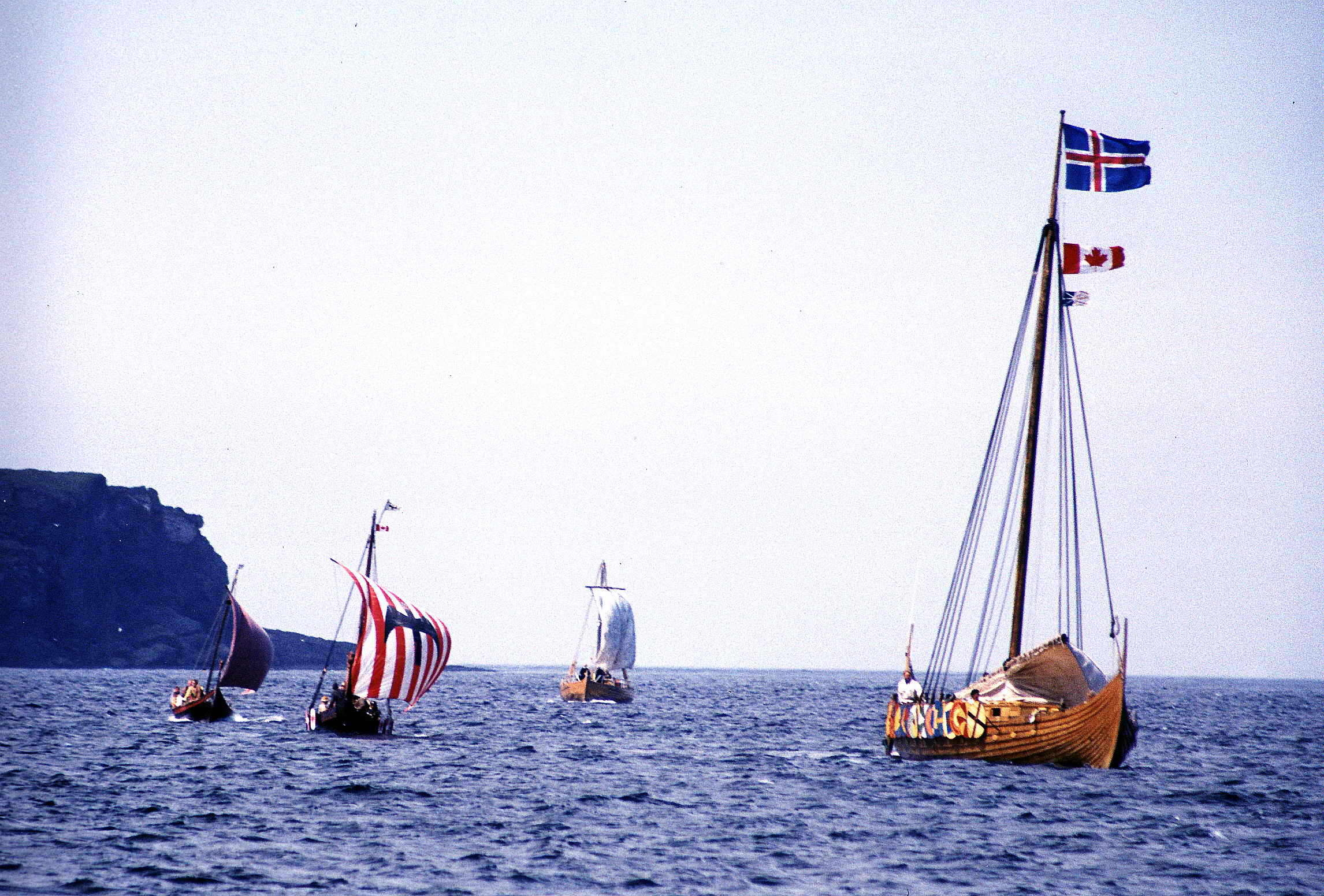
Reconstitution en 2000 du débarquement viking à L’Anse aux Meadows.
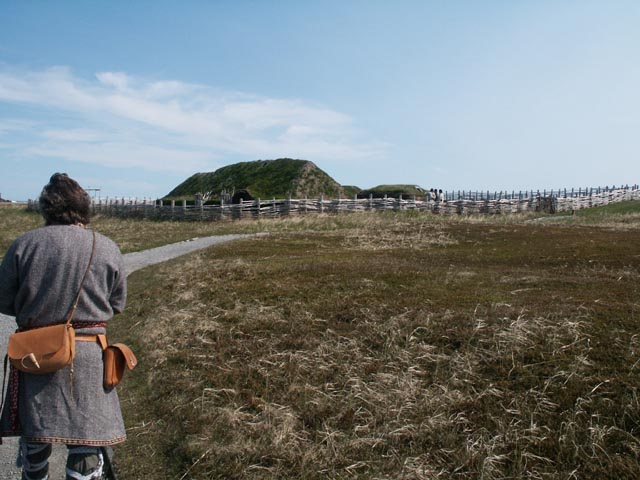
Reconstitution du site.